# Borghi (motorfiets)
Borghi is een historisch Italiaans merk van brom- en motorfietsen.
De firmanaam was S.p.A. Carlo Borghi, Milano.
Borghi bouwde tussen 1951 en 1963 aanvankelijk lichte brom- en motorfietsjes met 38- en 49 cc Mosquito- en Ducati-blokjes (van Ducati kwam het beroemde Cucciolo-viertaktblokje). Ze werden onder de naam Olympia op de markt gebracht. Later bouwde Borghi ook een 175cc-versie met Engelse BSA-motor. Dit was de motor van de BSA Bantam, afgeleid van de DKW RT 125, die destijds nog zeer populair was.